# وادي مرر
وادي مرر هو واد في بلاد بلقرن في محافظة بلقرن تسيل مياهه من سرواتها حتى يرفد وادي تبالة.